# Isla Star
Isla Star (en inglés: Star Island) es una de las islas del archipiélago estadounidense conocido como islas de Shoals, que se sitúan en la frontera entre los estados de Nuevo Hampshire y Maine, a siete millas de la costa en el océano Atlántico. Star Island es la mayor de las cuatro islas en el grupo que se encuentra en Nuevo Hampshire. En 1876, la isla fue anexada a la ciudad de Rye desde la antigua ciudad de Gosport.
Star Island es propiedad y está operado por la Corporación Star Island, como un centro de conferencias religiosas y educativas con estrechos vínculos con la Asociación Unitaria Universalista y la Iglesia Unida de Cristo.